# Institut Kourtchatov
Vous pouvez aider à l'améliorer ou bien discuter des problèmes sur sa page de discussion.
- Il ne cite pas suffisamment ses sources. Vous pouvez indiquer les passages à sourcer avec {{référence nécessaire}} ou {{Référence souhaitée}}, et inclure les références utiles en les liant aux notes de bas de page. (Marqué depuis janvier 2022)
- Il est à actualiser. Certains passages sont obsolètes ou annoncent des événements désormais passés. (Marqué depuis janvier 2022)

- Archive Wikiwix
- Bing
- Cairn
- DuckDuckGo
- E. Universalis
- Gallica
- Google
- G. Books
- G. News
- G. Scholar
- Persée
- Qwant
- (zh) Baidu
- (ru) Yandex
- (wd) trouver des œuvres sur Wikidata

L’Institut Kourtchatov (en russe : Курчатовский Институт) est le principal centre de recherche et de développement de l'industrie nucléaire pour la Russie.

## Histoire
Du temps de l'Union soviétique, il était connu en tant que « Institut Kourtchatov de l'énergie atomique » (russe : Институт Атомной Энергии им. И.В. Курчатова) abrégé en КИАЭ (KIAE). L'institut porte le nom du physicien Igor Kourtchatov.
Jusqu'en 1955, l'Institut Kourtchatov portait le nom secret de « Laboratoire n° 2 » de l'Académie des sciences de l'URSS. Il avait été fondé en 1943 pour développer les armes nucléaires. La majorité des réacteurs nucléaires soviétiques ont été conçus dans cet institut.
Depuis 1955, l'institut accueille des expériences fondamentales dans les domaines de la fusion thermonucléaire et de la physique des plasmas.
C'est ici que les réacteurs tokamak ont été développés, notamment les réacteurs : 
- Tokamak T-3,
- Tokamak T-4, testé en 1968 à Novossibirsk.

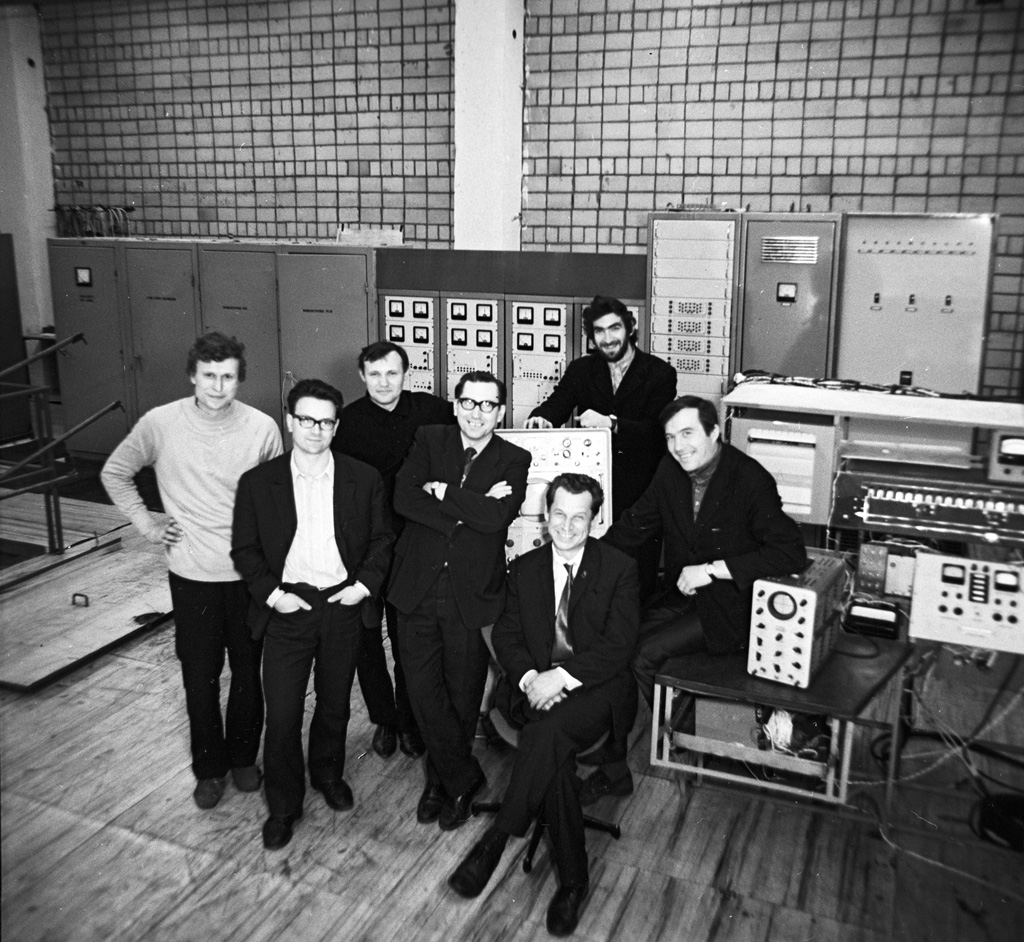
Institut Kourtchatov de l'énergie atomique, maintenant l'Institut Kourtchatov centre de recherche russe (agence Novosti, juillet 1974).

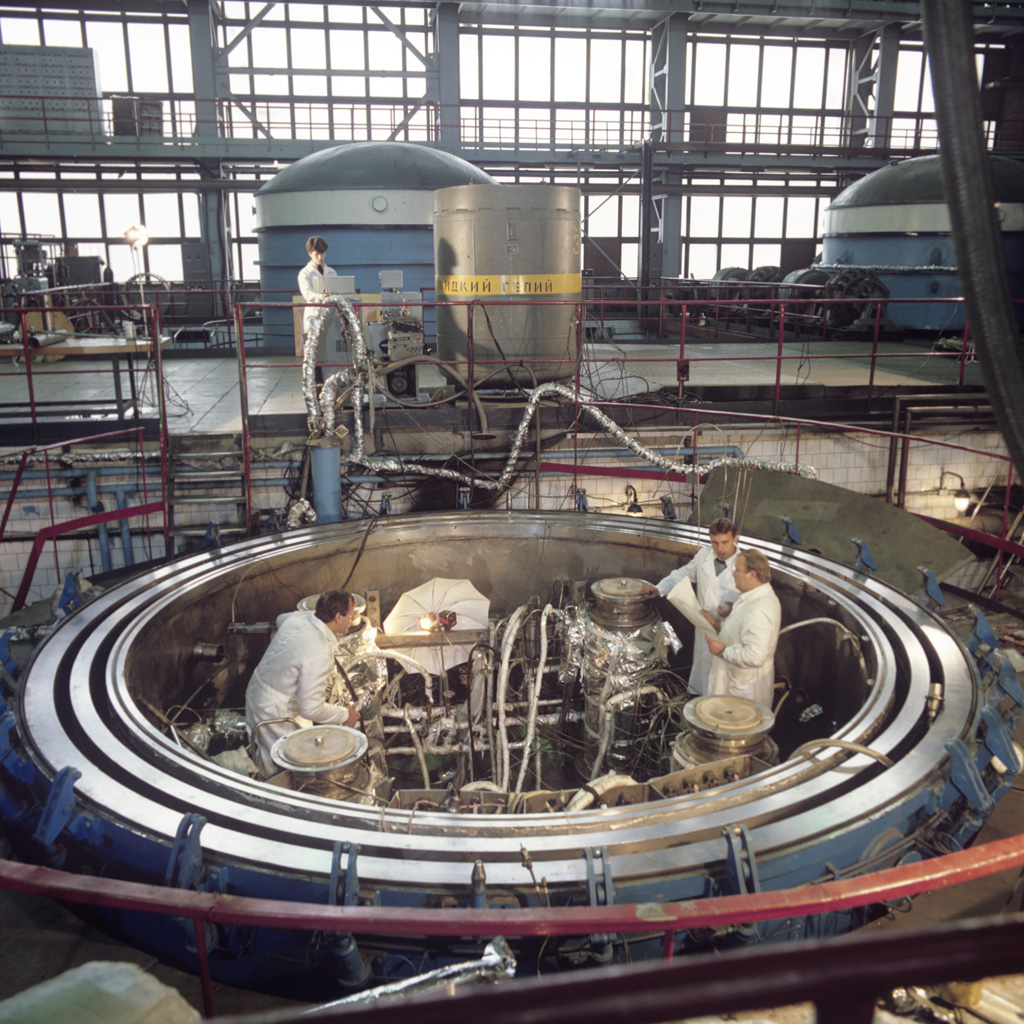
A l'Institut Kourtchatov.

Les réacteurs « tokamak » ont permis de réaliser les premières expériences mondiales de fusion thermonucléaire.
En 1988, le réacteur T-15 y a réussi sa première fusion nucléaire dans un plasma.
L'institut Kourtchatov héberge 27 réacteurs nucléaires de recherche, parmi lesquels 7 sont démantelés et un est provisoirement arrêté. 19 réacteurs sont encore en service selon les données de l'AIEA.
L’Institut Kourtchatov et quelques universités russes de premier plan, telles que l’université Lomonossov, l’Institut de physique et de technologie de Moscou, l’université technique d'État de Moscou-Bauman se sont lancés dans la promotion d'un système de formation scientifique interdisciplinaire. Il a abouti par exemple à la création de départements de nanotechnologies, de biotechnologies, de sciences de l'information et de sciences cognitives, les premiers en Russie.
L’Institut Kourtchatov dispose d’une école doctorale qui assure, avec 23 chaires réparties dans 16 spécialités, des cours de troisième cycle. L’Institut Kourtchatov est le coordinateur scientifique des activités dans le domaine de nanobiotechnologie, des nano-systèmes et des nano-matériaux dans la fédération de Russie. Il héberge l'Agence nationale pour le projet international de réacteur ITER. L’Institut Kourtchatov participe à plusieurs projets de recherche internationaux (CERN, XFEL, FAIR, laboratoire germano-russe sur l'utilisation du rayonnement synchrotron, etc.).

## Organisation
Jusqu'en 1991, le ministère de l'Énergie atomique a dirigé l'Institut Kourtchatov. Depuis novembre 1991, l'institut a été réorganisé en un centre scientifique d'État dirigé directement par le gouvernement russe. Conformément à la Charte de l'Institut, son président est dorénavant désigné par le premier ministre suivant les recommandations de Rosatom. 
- Mikhaïl Kovaltchouk a été nommé directeur de l'Institut en février 2005.

L'adresse de l'institut est : 1, place Kourtchatov à Moscou.